# 나주시의회
나주시의회는 전라남도 나주시 지역을 관할하는 기초의회이다.